# Pseudocelia
Pseudocelia (лат.) — подрод жуков-тускляков из семейства жужелиц и подсемейства харпалин (Harpalinae). Все виды встречаются в Китае (а Amara myanmarica также в Мьянме).

## Описание
Подрод был впервые выделен в 1935 году советским энтомологом Виктором Николаевичем Лучником (1892—1936) для типового вида A. tschitscherini Lutshnik, 1935 (= Amara chinensis Tschitscherin, 1894) и первоначально был монотипическим. В 1973 году он был синонимизирован (Hieke 1973: 108), но в 2005 году восстановлен в своём подродовом статусе (Hieke 2005a: 148).
Для подрода характерны следующие признаки: у самок 2—4, а у и самцов четыре анальные щетинки, четыре щетинки на средних бёдрах, четыре щетинки на задних бёдрах, отсутствие волосков на простернальном межкоксальном отростке, две надглазничные щетинки, есть передние и базальные латеральные волоски на переднеспинке, простые медиальные шпоры передних голеней.

## Виды
К этому подроду относят около 20 видов:
- Amara balangshana Hieke, 1994[8]
- Amara beresowskii Hieke, 2005[5]
- Amara bilocata  Hieke, 2013[9]
- Amara chinensis Tschitscherine, 1894[10]
- Amara collivaga Hieke, 1997[11]
- Amara dalijiashanica Hieke, 1997[11]
- Amara jintangensis Hieke, 2005[5]
- Amara klausnitzeri  Hieke, 2014[12]
- Amara kutscherai  Hieke, 2006[13]
- Amara minshanica Hieke, 1997[11]
- Amara monastirensis Hieke, 2005[5]
- Amara myanmarica Hieke, 2005[5] — Китай, Мьянма
- Amara paumashanica Hieke, 1997[11]
- Amara taguensis Hieke, 2005[5]
- Amara taniantawengensis Hieke, 2005[5]
- Amara wengdaensis  Hieke, 2010[14]
- Amara xueshanica  Hieke, 2006[13]
- Amara yulongensis Hieke, 2005[5]
- Amara yushuana  Hieke, 2012[15]
- Amara zhanglaensis  Hieke, 2012[15]
- Amara zhegushanica Hieke, 2005[5]